# فيرنا جونستون
فيرنا جونستون (بالإنجليزية: Verna Johnston) هي منافسة ألعاب القوى أسترالية، ولدت في 18 مارس 1930، وتوفيت في 4 أبريل 2010.

## وصلات خارجية
- فيرنا جونستون على موقع النتائج التاريخية لألعاب القوى الأسترالية (الإنجليزية)
- فيرنا جونستون على موقع أوليمبيديا (الإنجليزية)
- فيرنا جونستون على موقع اللجنة الأولمبية الأسترالية (الإنجليزية)
- فيرنا جونستون على موقع اتحاد ألعاب الكومنولث (مؤرشف) (الإنجليزية)